# Pallanza
Pallanza (Palanza in dialetto verbanese) è una frazione del comune di Verbania nella provincia del Verbano-Cusio-Ossola. È una delle anime della città, insieme a Intra e Suna; nel suo abitato sorge la casa comunale.

## Geografia fisica
La frazione sorge sul golfo Borromeo e si estende fino alle pendici del Monterosso. La Castagnola è la collina che sorge ad Est del paese.

## Origine del nome
La tesi più accreditata sull'origine del nome deriva da un vocabolo Celtico Palantia o Palanz, significato di luogo d'incontro/fortificazione.

## Storia
I ritrovamenti archeologici testimoniano che la zona era abitata durante l'età del bronzo, non si esclude che già nel Neolitico il territorio fosse abitato da comunità palafitticole, molto frequenti nelle zone del varesotto.
Altri ritrovamenti, rinvenuti sulla collina della Castagnola, risultano dell'Epoca romana come lapidi e vecchie fondamenta, il luogo dei ritrovamenti, vicino all'Oratorio di San Remigio, era denominato in passato "al Castellazzo", sede di un antico castello di cui oggi non si hanno più tracce.
Nel IX secolo d.C., Pallanza viene citata come Curtis Regia, luogo di particolare importanza reale e indipendente dalla pieve di Intra, inoltre vantava un'importante posizione politica dovuta alla presenza di una fortificazione presente sull'Isolino di San Giovanni, e alla potente famiglia da Castello, che vantava ottimi rapporti con il Sacro Romano Impero.
Nel XIII secolo d.C., le lotte tra gli alleati dei Da Castello, i vercellesi da sempre in guerra contro Novara, portano il conflitto anche nelle zone del VCO, fino al 1270, quando perdono il potere definitivamente per volere dei novaresi. Nel 1277 subentra la potente famiglia dei Visconti, i quali governano fino al XV secolo. Intorno alla metà del XIV secolo, Pallanza divenne la sede del capitano visconteo del lago di Maggiore, che aveva ampie prerogative politiche, giudiziarie e militari su tutte le comunità dello specchio d'acqua. Nel 1477 Pallanza in quanto facente parte del feudo di S.Maurizio della Costa passa sotto la signoria dei Moriggia per poi secoli dopo passare ai Borromeo. I contrasti tra i pallanzesi e i Borromeo, portano gli abitanti a pagare agli Sforza una cospicua somma di denaro per riscattarsi il paese. Intorno al 1620, con la dominazione spagnola, i Borromeo cercano di infeudarsi Pallanza, ma ancora una volta la popolazione paga i dominatori spagnoli, rimanendo indipendenti dalla casata dei Borromeo. In memoria di ciò, nel palazzo comunale, sono presenti due lapidi dedicate a Filippo IV di Spagna e al Governatore di Milano, Gómez Suárez de Figueroa y Córdoba.

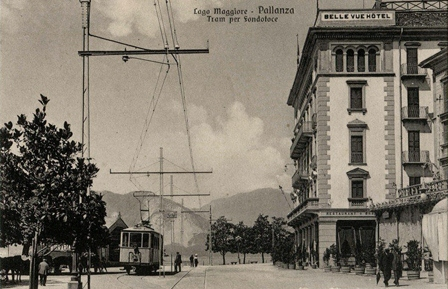
Foto dei primi del novecento

Separata dal ducato di Milano nel 1744, Pallanza fu a capo di provincia per l'Alto Novarese. Durante la Repubblica Cisalpina l’Alto Novarese venne incluso nel dipartimento dell'Agogna: Pallanza appartenne al XV distretto facente capo ad Intra. Al ritorno dei Savoia, Pallanza recuperò il suo ruolo fino al 1861, quando furono istituiti i circondari di Pallanza e dell’Ossola nell’ambito della provincia di Novara.
Nel XIX secolo il Lago Maggiore diviene un luogo di villeggiatura nobiliare, con le costruzioni di numerose ville e alberghi di lusso a Pallanza, soprattutto nella zona collinare Castagnola.
Nel 1927 al comune vennero aggregati gli ex comuni di Cavandone e Suna.
Pallanza rimase un comune autonomo sino al 1939 quando, con il regio decreto n. 702 del 4 aprile 1939, venne fusa assieme al comune di Intra sotto il nome di Verbania.

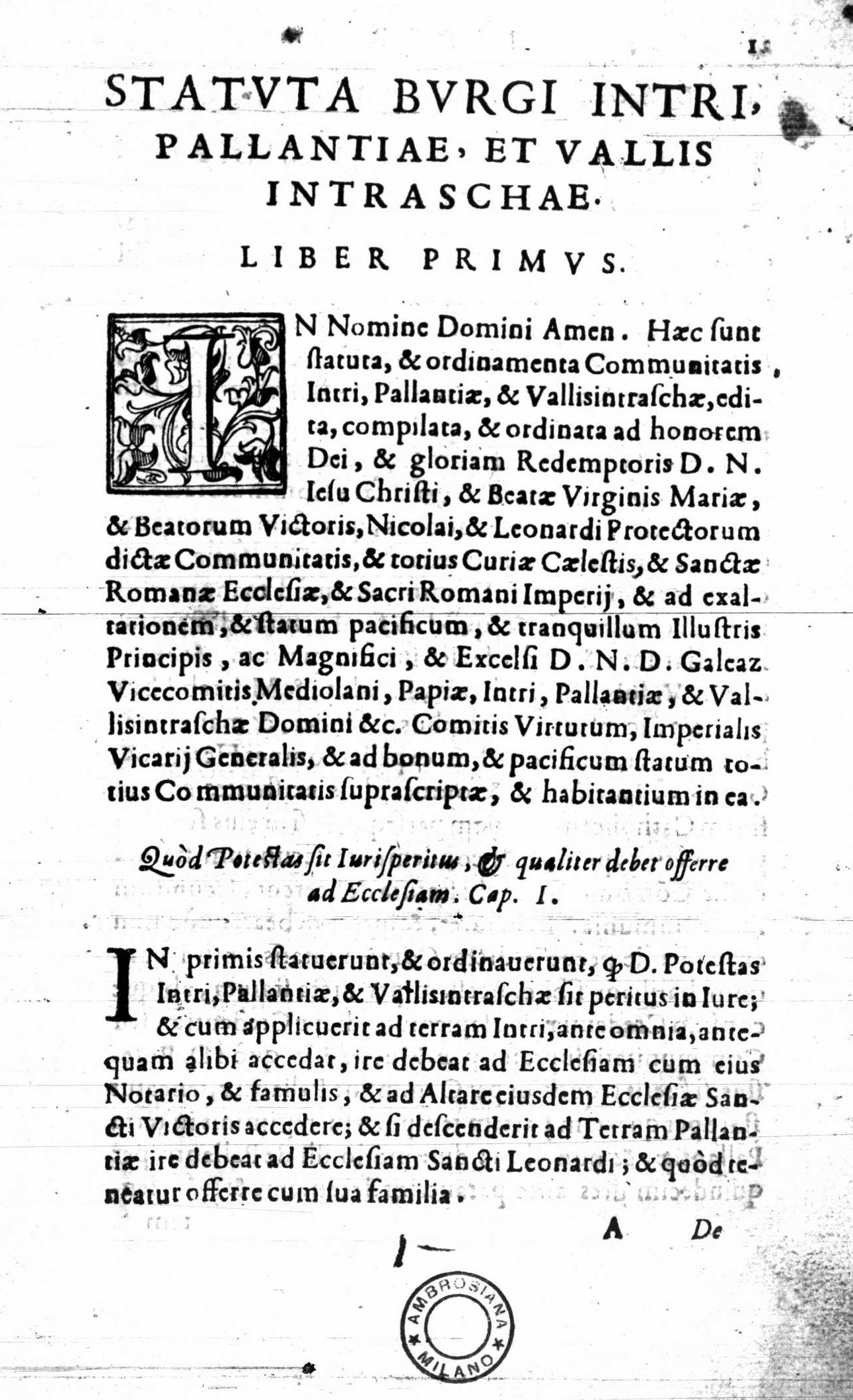
Gli statuti dei borghi di Intra, Pallanza e Valle Intrasca (Statuta burgi Intri, Pallantae, et Vallis Intrascae, 1589)

## Monumenti e luoghi d'interesse

### Architetture religiose
Oratorio di San RemigioDichiarato monumento nazionale nel 1908 è un oratorio in stile romanico situato in cima al promontorio della Castagnola che risale alla prima metà dell'XI secolo e XII secolo. A questo nel XIV secolo è stato aggiunto un portico.

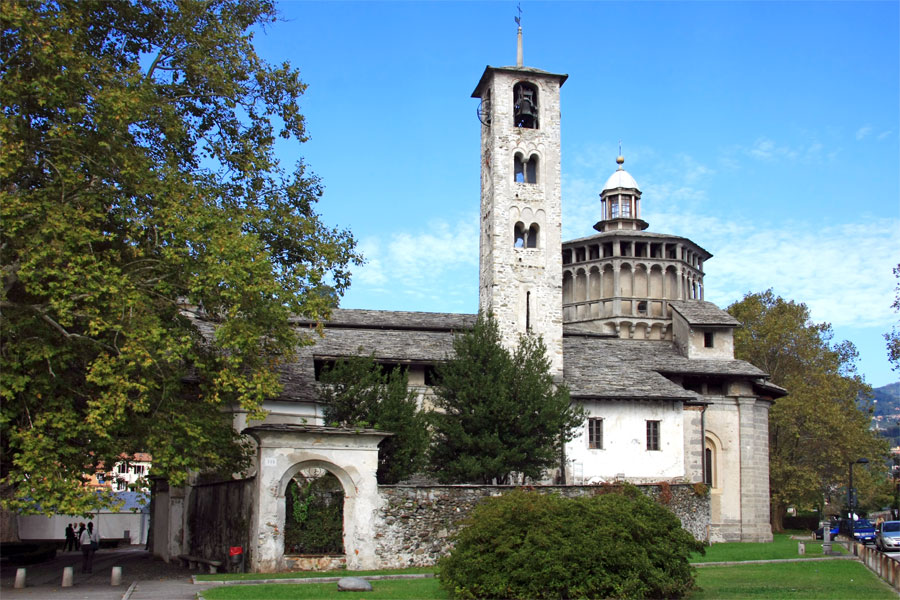
Chiesa di Madonna di Campagna

Chiesa di Madonna di CampagnaLa Chiesa di Madonna di Campagna, riconosciuta monumento nazionale, è una chiesa in stile rinascimentale progettata nella prima metà del XVI secolo da Giovanni Beretta da Brissago in luogo di un preesistente edificio romanico, di cui è rimasto solo il campanile.
Chiesa collegiata di San LeonardoSituata sul lungolago di Pallanza, è stata costruita tra il 1535 ed il 1590. Il campanile dell'altezza di 65 metri venne edificato a più riprese (la prima parte risale al XVI secolo, la parte terminale venne costruita nel 1689). L'interno è composto da tre navate con volta a crociera terminanti in tre absidi poligonali ed una cupola nascosta da un tiburio. Le sculture lignee, l'altare, il pulpito, il coro, e la copertura della fonte battesimale (così come le tele dipinte) risalgono al XVII secolo. L'organo, risalente nella sua presente edificazione al 1797, opera del varesino Eugenio Biroldi, è il più antico della città.
Chiesa di San Sebastianosituata nei pressi piazza Gramsci a Pallanza, fu iniziata a costruire nel XVII secolo come ex-voto per essere sopravvissuti alla peste e completata negli anni 1720.Fu chiusa al culto nel 1867 e sconsacrata nel 1890. Venne adibita dal comune (a cui apparteneva) a vari usi e infine usata come magazzino per i mezzi dei vigili del fuoco fino alla demolizione nel 1935.
Chiesa di San Giuseppesettecentesca, edificata al posto di un oratorio medievale

### Architetture civili

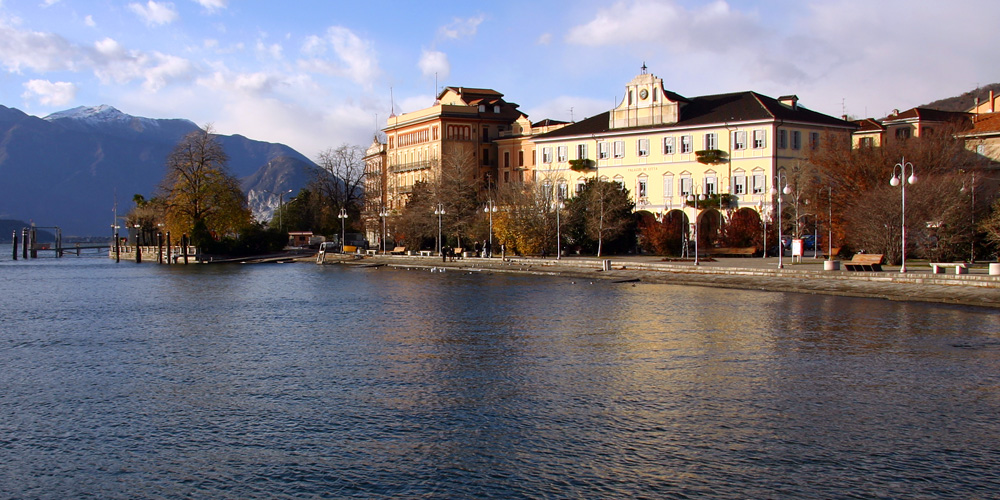
Palazzo di Città di Verbania

Palazzo Viani DugnaniPalazzo in stile barocco fatto costruire nel XVI secolo dalla famiglia Viani nel palazzo ha sede il Museo del paesaggio. Nel cortile prospiciente il porticato sono presente due lapidi romane rinvenute nella zona del Verbano.
Villa Giuliadi proprietà del comune vi si svolgono rappresentazioni, mostre e convegni, con giardino aperto al pubblico che si affaccia sul lago.
Villa San RemigioIn stile barocco lombardo, con parco annesso, di proprietà della Regione Piemonte, ospita uffici regionali.
Mausoleo di CadornaInaugurato nel 1932 su progetto di Marcello Piacentini, contiene il sarcofago in marmo di Luigi Cadorna, generale dell'esercito italiano durante la prima guerra mondiale, nato a Pallanza.
Palazzo di CittàSede istituzionale del Comune, palazzo ottocentesco con un notevole porticato.
Istituto per lo studio degli ecosistemiSede principale italiana, sita in Pallanza.
Villa Rusconi-ClericiL'antica dimora di Stefano Türr.

### Aree naturali
Giardini botanici di Villa TarantoRealizzati dal capitano scozzese Neil McEacharn che nel 1931 acquistò un terreno di proprietà della Marchesa di Sant'Elia per poter realizzare un giardino all'inglese in terra italiana. Vennero importate da tutto il mondo decine di esemplari botanici, fino al completamento dei lavori nel 1940. I giardini ricevettero il nome di Villa Taranto in memoria di un antenato del capitano McEacharn, il maresciallo McDonald che era stato nominato duca di Taranto da Napoleone. I giardini comprendono esemplari di circa 1.000 piante e circa 20.000 varietà e specie di interesse botanico.

### Quartieri
PiazzaQuartiere sul lago.
VilaQuartiere a monte della Castagnola.
San BernardinoQuartiere residenziale posto lungo il torrente San Bernardino, da cui prende il nome. Un tempo era zona di prati, fattorie e fabbriche
Sant'AnnaQuartiere posto tra la Castagnola e Intra.

## Infrastrutture e trasporti
Storicamente legata, per le proprie comunicazioni, alla navigazione sul Lago Maggiore, fra il 1910 e il 1946 la città ospitò altresì una stazione della tranvia Intra-Omegna.